# Tina Theune
Christina „Tina“ Theune (* 4. November 1953 in Kleve) ist eine ehemalige deutsche Fußballspielerin und -trainerin. Von 1996 bis 2005 war sie Bundestrainerin der deutschen Nationalmannschaft der Frauen, die sie zum Gewinn von drei Europameisterschaften in Folge (1997, 2001, 2005) und 2003 erstmals zum Gewinn der Weltmeisterschaft führte. Nach der Hochzeit mit ihrem ersten Trainer Thomas Meyer trug sie bis zu ihrer Scheidung 2008 den Nachnamen „Theune-Meyer“.

## Leben, Schule, Ausbildung
Tina Theune stammt aus einer Pfarrersfamilie am Niederrhein und wuchs im alten Pfarrhaus auf Schenkenschanz auf. Als ihr Vater 1955 zum Pfarrer der evangelischen Flüchtlingsgemeinde berufen wurde, zog sie mit ihren Eltern nach Kevelaer. Dort verbrachte sie gemeinsam mit vier Schwestern ihre Schulzeit bis zum Abitur.
Schon früh entwickelte sie eine Begeisterung für den Sport, die sie zunächst als Straßenfußballerin bzw. Turnerin und Leichtathletin beim Kevelaer SV auslebte. Vereinsfußball spielte sie von 1974 bis 1986 bei Grün-Weiß Brauweiler. In dieser Zeit war sie zeitweise auch als Spielertrainerin aktiv.
Mit der Frauen-Auswahl des FV Mittelrhein gewann sie 1981 den ersten DFB-Länderpokal, der zur Sichtung von Spielerinnen für die DFB-Auswahl eingeführt wurde.
Im Rahmen ihres Diplomstudiums im „Sonderfach Fußball“ an der Deutschen Sporthochschule in Köln (DSHS) von 1972 bis 1976 erwarb sie die Trainer-B-Lizenz (heute B+-Lizenz). Ihr Dozent war der damalige Leiter der Fußball-Lehrer-Ausbildung Gero Bisanz. Auf ihrem Ausweis, der im Deutschen Fußballmuseum ausgestellt ist, wurde vermerkt: „Weiblicher Trainer Nummer 1“.
1982 erwarb sie unter Lehrgangsleiter Holger Osieck die A-Lizenz und übernahm als Honorartrainerin des FV Mittelrhein die Förderung der Juniorinnenauswahl. 1985 wurde sie als erste Frau in Deutschland zur staatlich geprüften Fußball-Lehrerin ausgebildet. Das seit 1998 von der UEFA anerkannte Diplom ist die höchste Ausbildungsstufe für Trainer im professionellen Weltfußball.

## Positionen und Aufgaben als DFB-Trainerin
Im Oktober 1986 engagierte der DFB Tina Theune als Assistenz-Trainerin der Frauen-Nationalmannschaft. Eine Festanstellung erhielt sie nach dem Gewinn der Europameisterschaft 1989. Von 1990 bis 1996 war sie neben ihrer Co-Trainerinnen-Tätigkeit unter Gero Bisanz auch verantwortlich für den Aufbau der U 16- und U 19-Juniorinnen-Nationalmannschaften.
Im August 1996 löste sie Gero Bisanz als Bundestrainerin der Frauen-Nationalmannschaft ab und behielt gleichzeitig die Verantwortung für die U21-Frauen bis zum August 2005. Nach dem Gewinn der Weltmeisterschaft 2003 und dem dritten Europameisterschaftstitel in Folge 2005 übergab Tina Theune das Amt an Silvia Neid.
Anschließend arbeitete sie beim DFB bis 2019 als Expertin für den Frauen- und Mädchenfußball. In ihren Aufgabenbereich fielen u. a. die Koordination bzw. die sportliche Leitung der Talent- und Eliteförderung einschließlich der Dualen Karrieren im Frauen- und Mädchenfußball und die Organisation von Fortbildungen für Trainer der Frauen-Bundesligen.
Während dieser Zeit war sie Mitglied in verschiedenen Arbeitsgruppen und Kommissionen des DFB und DOSB. 2006 wurde sie in das „Sport-Kompetenz-Gremium“ unter der Leitung von Oliver Bierhoff berufen. Von 2013 bis 2019 war sie Mitglied des Lehrstabs Trainerausbildung. Vom DOSB wurde sie zur Neustrukturierung des deutschen Leistungssports und der Spitzenförderung in die Kommission Leistungssport berufen. 2020 arbeitete sie im Gemeinschaftsprojekt „Zukunft“ von DFB und DFL mit.
Seit 2011 ist sie Botschafterin und seit 2013 Mitglied des Kuratoriums der DFB-Stiftung Sepp Herberger.

## Engagement auf nationaler und internationaler Ebene
Für den DFB nahm Tina Theune seit 2006 verschiedene Funktionen auf nationaler und internationaler Ebene wahr.
Bis 2010 war sie Mitglied der FIFA-Kommission zur Organisation der Olympischen Spiele und bis 2012 Mitglied der FIFA Technical Study Group zur Entwicklung des Welt-Frauenfußballs. Von 2010 bis 2018 übernahm sie beim DFB die Leitung für das UEFA-Studiengruppenprogramm zum Austausch der weiblichen Elite- und Spitzenförderung europäischer Nationen.
Beim Jubiläumsspiel anlässlich des 100-jährigen Bestehens der FIFA im Mai 2004 in Paris betreute die Weltmeistertrainerin die DFB-Frauen gegen die FIFA Women’s World Stars. Im April 2007 wurde sie gemeinsam mit Hope Powell als Trainerin der FIFA Women’s World Stars berufen, die im Rahmen der Gruppenauslosung zur WM 2007 auf die chinesische Frauen-Nationalmannschaft traf. Vom Mai 2022 bis Dezember 2023 arbeitete Tina Theune im FIFA Mentorship Programm mit. Gemeinsam mit Kathrin Peter war sie 18 Monate weltweit für die FIFA unterwegs.
Tina Theune wurde 2002 aufgrund ihrer Verdienste das Bundesverdienstkreuz verliehen. Wegen ihres sportlichen Engagements wurde die Diplom-Sportlehrerin Ende 2006 vom Deutschen Staatsbürgerinnen-Verband zur Frau des Jahres 2006 gewählt. 2019 wurde sie als Trainerin der Gründungself in die Hall of Fame des deutschen Frauenfußballs aufgenommen.
Tina Theune ist die Schwester der Archäologin und Universitätsprofessorin Claudia Theune.

## Erfolge (als Spielerin)
- 1981 Gewinn des ersten DFB-Frauen-Länderpokals (FV Mittelrhein)
- 1982 Winner of the first Canadian National Jubilee Championship Trophy als Gastspielerin der Edmonton Angels

## Erfolge (als Trainerin)
- Weltmeister 2003 (sowie Vizeweltmeister 1995 als Co-Trainerin)
- Europameister 1997, 2001, 2005 (sowie 1989, 1991, 1995 als Co-Trainerin)
- Olympische Bronzemedaille 2000, 2004
- U19-Weltmeister 2004 (als Co-Trainerin von Silvia Neid)

### Auszeichnungen
- 1985 Preis des Kultusministers des Landes Nordrhein-Westfalen
- 1987 Ehrenmitglied beim SV Grün-Weiß Brauweiler
- Mitglied der Mannschaft des Jahres 1989 (TED Wahl während der ARD-Gala)
- 2001 Goldene Henne mit der Frauen-Nationalmannschaft
- 2002 Bundesverdienstkreuzes am Bande in Anerkennung der um Volk und Staat erworbenen Verdienste
- 2003 Mitglied der Mannschaft des Jahres (gewählt von der Sport-Korrespondenz)[5]
- 2003 Mitglied „Team of the Year“ (United States Sports Academy Award)
- 2003 Medienpreis Bambi als Mitglied der Frauen-Nationalmannschaft
- 2003 Große Sportplakette der Stadt Frechen
- 2004 Ehrenring Rhein-Erft-Kreis
- 2006 Wahl zur „Frau des Jahres“ vom Deutschen Staatsbürgerinnen-Verband
- 2007 Berufung zur Trainerin „FIFA Women's World Stars“ gemeinsam mit Hope Powell (England) im Rahmen der Auslosung zur FIFA WM 2007
- Oktober 2019: Aufnahme in die Hall of Fame des deutschen Fußballs als Trainerin der „Gründungself“
- November 2019: „Lotte Ehrenpreis“ als Würdigung für die Lebensleistung[6]
- Oktober 2023: Ehrenpreis "Lebenswerk" des Deutschen-Fußball-Bundes (DFB)[7]
- Dezember 2023: Ehrenpreis "Deutsche Fußballbotschafterin"[8]

## Soziales Engagement
- Botschafterin und Mitglied im Kuratorium der Sepp-Herberger-Stiftung seit 2013
- Botschafterin der FIFA-Weltmeisterschaft 2006 für Menschen mit Behinderung
- Patin des Marie-Curie-Gymnasiums in Hohen Neuendorf seit 2006 (gemeinsam mit Shary Reeves) und Patin des Kardinal-von-Galen-Gymnasiums Kevelaer seit 2019; beide Schulen wurden als „Schule ohne Rassismus - Schule mit Courage“ ausgezeichnet.